# 81è Cos (Alemanya)
El LXXXI Cos d'Exèrcit (alemany: LXXXI. Armeekorps) va ser un cos d'exèrcit de la Wehrmacht alemanya durant la Segona Guerra Mundial. El cos es va establir a la França ocupada el 1942 i va romandre actiu fins al 1945.

## Història
El LXXXI Cos d'Exèrcit es va establir a la França ocupada el 28 de maig de 1942 a partir del rebatejat Höheres Kommando z. b. V. XXXII. Al seu torn, el Comandament Superior XXXII, que no s'ha de confondre amb el XXXII Cos d'Exèrcit, s'havia establert el 15 d'octubre de 1939 a partir del Grenzschutz-Abschnittkommando 2. El comandant inicial del LXXXI Cos d'Exèrcit era el general Adolf-Friedrich Kuntzen.
El LXXXI Cos d'Exèrcit, inicialment amb seu a Rouen, estava originàriament subordinat al Quinzè Exèrcit sota el Grup d'Exèrcits D entre juny de 1942 i juliol de 1944. Després va ser traslladat al 5è Exèrcit Panzer l'agost de 1944, al Setè Exèrcit entre setembre i octubre de 1944., i al 5è Exèrcit Panzer entre novembre i desembre de 1944.
A principis de l'any 1945, el LXXXI Cos d'Exèrcit va ser traslladat de nou al 15è Exèrcit, on va romandre fins al final de la guerra, quan es va rendir a la Bossa del Ruhr.

## Estructura
| Any  | Data           | Unitats subordinades                                                          | Exèrcit           | Grup d'exèrcit    | Àrea operativa         |
| ---- | -------------- | ----------------------------------------------------------------------------- | ----------------- | ----------------- | ---------------------- |
| 1942 | 8 de juny      | 10a Panzer, 302a d'Infanteria, 332a d'Infanteria, 711a d'Infanteria           | 15è Exèrcit       | Grup d'Exèrcits D | Nord de França (Rouen) |
| 1942 | 4 de juliol    | 302a d'Infanteria, 332a d'Infanteria, 711a d'Infanteria                       | 15è Exèrcit       | Grup d'Exèrcits D | Nord de França (Rouen) |
| 1942 | 5 d'agost      | 302a d'Infanteria, 332a d'Infanteria, 711a d'Infanteria                       | 15è Exèrcit       | Grup d'Exèrcits D | Nord de França (Rouen) |
| 1942 | 2 de setembre  | 10a Panzer, 302a d'Infanteria, 332a d'Infanteria, 711a d'Infanteria           | 15è Exèrcit       | Grup d'Exèrcits D | Nord de França (Rouen) |
| 1942 | 8 d'octubre    | 10a Panzer, 302a d'Infanteria, 332a d'Infanteria, 711a d'Infanteria           | 15è Exèrcit       | Grup d'Exèrcits D | Nord de França (Rouen) |
| 1942 | 5 de novembre  | 302a d'Infanteria, 332a d'Infanteria, 348a d'Infanteria, 711a d'Infanteria    | 15è Exèrcit       | Grup d'Exèrcits D | Nord de França (Rouen) |
| 1942 | 1 de desembre  | 332a d'Infanteria, 348a d'Infanteria, 711a d'Infanteria                       | 15è Exèrcit       | Grup d'Exèrcits D | Nord de França (Rouen) |
| 1943 | 1 de gener     | 332a d'Infanteria, 348a d'Infanteria, 711a d'Infanteria                       | 15è Exèrcit       | Grup d'Exèrcits D | Nord de França (Rouen) |
| 1943 | 3 de febrer    | 332a d'Infanteria, 348a d'Infanteria, 711a d'Infanteria                       | 15è Exèrcit       | Grup d'Exèrcits D | Nord de França (Rouen) |
| 1943 | 4 de març      | 191a d'Infanteria, 348a d'Infanteria, 711a d'Infanteria, 17a Luftwaffe        | 15è Exèrcit       | Grup d'Exèrcits D | Nord de França (Rouen) |
| 1943 | 9 d'abril      | 348a d'Infanteria, 711a d'Infanteria, 17a Luftwaffe                           | 15è Exèrcit       | Grup d'Exèrcits D | Nord de França (Rouen) |
| 1943 | 1 de maig      | 348a d'Infanteria, 711a d'Infanteria, 17a Luftwaffe                           | 15è Exèrcit       | Grup d'Exèrcits D | Nord de França (Rouen) |
| 1943 | 1 de juny      | 348a d'Infanteria, 711a d'Infanteria, 17a Luftwaffe                           | 15è Exèrcit       | Grup d'Exèrcits D | Nord de França (Rouen) |
| 1943 | 7 de juliol    | 348a d'Infanteria, 711a d'Infanteria, 17a Luftwaffe                           | 15è Exèrcit       | Grup d'Exèrcits D | Nord de França (Rouen) |
| 1943 | 5 d'agost      | 348a d'Infanteria, 711a d'Infanteria, 17a Luftwaffe                           | 15è Exèrcit       | Grup d'Exèrcits D | Nord de França (Rouen) |
| 1943 | 5 de setembre  | 348a d'Infanteria, 711a d'Infanteria, 17a Luftwaffe                           | 15è Exèrcit       | Grup d'Exèrcits D | Nord de França (Rouen) |
| 1943 | 4 d'octubre    | 348a d'Infanteria, 711a d'Infanteria, 17a Luftwaffe                           | 15è Exèrcit       | Grup d'Exèrcits D | Nord de França (Rouen) |
| 1943 | 8 de novembre  | 348a d'Infanteria, 711a d'Infanteria, 17a Luftwaffe                           | 15è Exèrcit       | Grup d'Exèrcits D | Nord de França (Rouen) |
| 1943 | 3 de desembre  | 348a d'Infanteria, 711a d'Infanteria, 17a Luftwaffe                           | 15è Exèrcit       | Grup d'Exèrcits D | Nord de França (Rouen) |
| 1944 | 1 de gener     | 245a d'Infanteria, 348a d'Infanteria, 711a d'Infanteria, 17a Luftwaffe        | 15è Exèrcit       | Grup d'Exèrcits D | Nord de França (Rouen) |
| 1944 | 12 de febrer   | 245a d'Infanteria, 711a d'Infanteria, 17a Luftwaffe                           | 15è Exèrcit       | Grup d'Exèrcits D | Nord de França (Rouen) |
| 1944 | 11 de març     | 245a d'Infanteria, 711a d'Infanteria, 17a Luftwaffe                           | 15è Exèrcit       | Grup d'Exèrcits D | Nord de França (Rouen) |
| 1944 | 8 d'abril      | 245a d'Infanteria, 711a d'Infanteria, 17a Luftwaffe                           | 15è Exèrcit       | Grup d'Exèrcits D | Nord de França (Rouen) |
| 1944 | 11 de maig     | 245a d'Infanteria, 711a d'Infanteria, 17a Luftwaffe                           | 15è Exèrcit       | Grup d'Exèrcits B | Nord de França (Rouen) |
| 1944 | 12 de juny     | 245a d'Infanteria, 346a d'Infanteria, 711a d'Infanteria, 17a Luftwaffe        | 15è Exèrcit       | Grup d'Exèrcits B | Nord de França (Rouen) |
| 1944 | 17 de juliol   | 89a d'Infanteria, 245a d'Infanteria, 17a Luftwaffe                            | 15è Exèrcit       | Grup d'Exèrcits B | Nord de França (Rouen) |
| 1944 | 31 d'agost     | 49a d'Infanteria, 85a d'Infanteria, 353a d'Infanteria                         | 5è Exèrcit Panzer | Grup d'Exèrcits B | Normandia              |
| 1944 | 16 de setembre | 9a Panzer, 116a Panzer, Panzerbrigade 105, 49a d'Infanteria                   | 7è Exèrcit        | Grup d'Exèrcits B | Aachen                 |
| 1944 | 13 d'octubre   | 12a d'Infanteria, 246a Volksgrenadier                                         | 7è Exèrcit        | Grup d'Exèrcits B | Aachen                 |
| 1944 | 5 de novembre  | 3a d'Infanteria, 12a d'Infanteria, 246a Volksgrenadier                        | 5è Exèrcit Panzer | Grup d'Exèrcits B | Aachen                 |
| 1944 | 26 de novembre | 3a d'Infanteria, 12a d'Infanteria, 47a d'Infanteria, 340a Volksgrenadier      | 5è Exèrcit Panzer | Grup d'Exèrcits B | Aachen                 |
| 1944 | 31 de desembre | 47a d'Infanteria, 353a d'Infanteria, 363a d'Infanteria                        | 15è Exèrcit       | Grup d'Exèrcits B | Rur / Bossa del Ruhr   |
| 1945 | 19 de febrer   | 59a d'Infanteria, 363a d'Infanteria                                           | 15è Exèrcit       | Grup d'Exèrcits B | Rur / Bossa del Ruhr   |
| 1945 | 1 de març      | 9a Panzer, 11a Panzer, 59a d'Infanteria, 363a d'Infanteria, 476a d'Infanteria | 15è Exèrcit       | Grup d'Exèrcits B | Rur / Bossa del Ruhr   |
| 1945 | 12 d'abril     | Panzerbrigade 106, Würtz, Scherzer                                            | 15è Exèrcit       | Grup d'Exèrcits B | Rur / Bossa del Ruhr   |

## Membres destacats
- Adolf-Friedrich Kuntzen, comandant del LXXXI Korps (1 d'abril 1942 – 7 de setembre 1944).[3]
- Friedrich-August Schack, comandant del LXXXI Korps (7 de setembre 1944 – 20 de setembre 1944).[3]
- Friedrich Köchling, comandant del LXXXI Korps (20 de setembre 1944 – 10 de març 1945).[3]
- Ernst-Günther Baade, comandant del LXXXI Korps (10 de març 1945 – de maig 1945).[3]
- Otto Zeltmann, cap de l'estat major del del LXXXI Korps.